# Alex Ferguson
Sir Alexander Chapman Ferguson, CBE (* 31. prosince 1941 Glasgow, Skotsko), je bývalý skotský fotbalista a později trenér, který vedl skotský Aberdeen a především anglický Manchester United, s nimiž vyhrál řadu trofejí, především 2× Ligu mistrů, 2× Pohár vítězů pohárů a 13× domácí ligu. Na stadionu Old Trafford je po něm pojmenována tribuna. Jedná se o jednu z největších osobností světového fotbalu.

## Hráčská kariéra
Kluby (1958–1974):
- Queen's Park
- St. Johnstone FC
- Dunfermline Athletic FC - král střelců skotské ligy 1965/66
- Glasgow Rangers
- Falkirk FC
- Ayr United

## Trenérská kariéra

### East Stirlingshire a St. Mirren
V roce 1977 postoupil se St. Mirrenem do 1. skotské ligy.

### Aberdeen FC
V letech 1978–1986 byl Ferguson trenérem Aberdeenu, s nímž vyhrál Pohár vítězů pohárů 1982/83 a 3× skotskou ligu.

### Reprezentace Skotska
10. září 1985 zemřel trenér Skotska Jock Stein při posledním utkání kvalifikační skupiny o
MS 1986 proti Walesu. Ferguson se stal trenérem Skotska. V baráži s Austrálií uspěl (2:0 a 0:0) a kvalifikoval se tak na MS. Tam však Skotsko skončilo ve skupině poslední po výsledcích 0:1 s Dánskem, 1:2 se SRN a 0:0 s Uruguayí.

### Manchester United FC
Od 6. listopadu 1986, kdy vystřídal ve funkci Rona Atkinsona, působil jako hlavní trenér na lavičce Manchesteru United, s nímž dosáhl řady úspěchů. Získal 13 ligových titulů, dvakrát vyhrál Ligu mistrů a 1× Pohár vítězů pohárů.
S domácími fanoušky se loučil v ligovém utkání Manchesteru United v sezóně 2012/13 11. května 2013 na Old Trafford proti Swansea City (vítězství 2:1). Jeho nástupcem v Manchesteru United se má stát David Moyes, jenž v sezóně vedl Everton FC. 19. května 2013 v posledním ligovém kole Premier League 2012/13 vedl Manchester United naposled a nemusela mu vadit ani divoká remíza 5:5 v zápase proti West Bromwichi (United vedl v zápase už 5:2). Manchester měl účast v Lize mistrů 2013/14 zajištěnu již dříve, v ročníku získal celkem 89 bodů. Pro sira Fergusona to byl jubilejní 1500. zápas na lavičce tohoto anglického velkoklubu.

## Úspěchy

### Hráč
- Skotská liga – král střelců (1): 1965–66[4]

### Trenér
Aberdeen
- Skotská liga (3): 1979–80, 1983–84, 1984–85
- Skotský pohár (4): 1981–82, 1982–83, 1983–84, 1985–86
- Skotský ligový pohár (1): 1985–86
- Pohár vítězů pohárů (1): 1982–83
- Superpohár UEFA (1): 1983

Manchester United
- Premier League (13): 1992–93, 1993–94, 1995–96, 1996–97, 1998–99, 1999–2000, 2000–01, 2002–03, 2006–07, 2007–08, 2008–09, 2010–11, 2012–13[5]
- FA Cup (5): 1989–90, 1993–94, 1995–96, 1998–99, 2003–04[6]
- Football League Cup (4): 1991–92, 2005–06, 2008–09, 2009–10[6]
- FA Charity/Community Shield (10): 1990 (sdílený), 1993, 1994, 1996, 1997, 2003, 2007, 2008, 2010, 2011[6]
- Liga mistrů UEFA (2): 1998–99, 2007–08[6]
- Pohár vítězů pohárů (1): 1990–91[6]
- Superpohár UEFA (1): 1991[6]
- Interkontinentální pohár (1): 1999[6]
- Mistrovství světa klubů (1): 2008[6]